# Priolepis sticta
Priolepis sticta är en fiskart som beskrevs av Richard Winterbottom och Burridge 1992. Priolepis sticta ingår i släktet Priolepis och familjen smörbultsfiskar. IUCN kategoriserar arten globalt som otillräckligt studerad. Inga underarter finns listade i Catalogue of Life.